# Proasellus franciscoloi
Proasellus franciscoloi är en kräftdjursart som först beskrevs av Claude Chappuis 1955.  Proasellus franciscoloi ingår i släktet Proasellus och familjen sötvattensgråsuggor. Inga underarter finns listade i Catalogue of Life.